# The Second City
The Second City es una empresa teatral, especializada en comedia de improvisación, que se originó en el barrio Old Town de Chicago, Illinois, Estados Unidos.
El teatro abrió el 16 de diciembre de 1959 y, desde entonces, ha ampliado su presencia a otras ciudades, incluyendo Toronto y Los Ángeles. The Second City ha producido programas de televisión tanto en los Estados Unidos como en Canadá, entre ellos SCTV, Second City Presents o Next Comedy Legend, además de estar muy involucrados en la creación de la película satírica de ciencia ficción The Monitors (1969). Desde su apertura siempre ha sido un punto de partida para cómicos, actores premiados, directores y otros en el mundo del espectáculo.

## Estudiantes

### Chicago
- 1959 - Howard Alk, Roger Bowen, Severn Darden, Andrew Duncan, Barbara Harris, Mina Kolb, William Mathieu, Sheldon Patinkin, Bernard Sahlins, Paul Sills, Eugene Troobnick
- 1960 - Alan Arkin, Paul Sand, Joyce Sloane
- 1961 - Bill Alton, John Brent, Hamilton Camp, Del Close, Melinda Dillon, Anthony Holland, Zohra Lampert, Alan Myerson, Irene Riordan, Joan Rivers, Avery Schreiber
- 1962 - Mona Burr, Dennis Cunningham, Dick Schaal
- 1963 - Jack Burns, MacIntyre Dixon, Ann Elder, Judy Elder, Melissa 'Sally' Hart, Richard Libertini, Omar Shapli
- 1964 - Ian Davidson, Eugene Kadish, Fred Kaz, Harv Robbin, David Steinberg
- 1965 - Joan Bassiee, Robert Benedetti, Alex Canaan, Sondra Caron, Josephine Forsberg, Judy Graubart, Robert Klein, David Paulsen, Fred Willard
- 1966 - Bob Curry, Sid Grossfeld, Sandy Holt, Jon Shank, David Walsh, Penny White
- 1967 - J.J. Barry, Peter Boyle, Martin Harvey Friedberg, Burt Heyman, Lynne Lipton, Ira Miller
- 1968 - Murphy Dunne, Michael Miller, Carol Robinson
- 1969 - David Blum, Martin de Maat, Jim Fisher, Joe Flaherty, Nate Herman, Pamela Hoffman, Roberta Maguire, Judy Morgan, Brian Doyle-Murray, Harold Ramis, Eric Ross, Cyril Simon, Paul Taylor
- 1971 - John Belushi, Eugene Ross-Leming, Dan Ziskie
- 1972 - Dave Rasche, Ann Ryerson
- 1973 - John Candy, Stephanie Cotsirilos, Tino Insana, Bill Murray, Jim Staahl, Betty Thomas
- 1974 - Dan Aykroyd, Cassandra Danz, Don DePollo, Michael J. Gellman, Allan Guttman, Deborah Harmon, Richard Kurtzman, Eugene Levy, Raul Moncada, Rosemary Radcliffe, Gilda Radner, Mert Rich, Doug Steckler, Paul Zegler
- 1975 - Bernadette Birkett, Miriam Flynn, George Wendt
- 1976 - Will Aldis, Eric Boardman, Steven Kampmann, Shelley Long, Jim Sherman
- 1977 - Cynthia Cavalenes, Larry Coven
- 1978 - James Belushi, Tim Kazurinsky, Audrie Neenan, Lawrence J. Perkins, Maria Ricossa
- 1979 - Danny Breen, Mary Gross, Bruce Jarchow, Nancy McCabe-Kelly
- 1980 - Meagen Fay, Lance Kinsey, Rob Riley
- 1981 - Susan Bugg, John Kapelos, Rick Thomas
- 1982 - Nonie Newton-Breen, Cheryl Sloane, Craig Taylor
- 1983 - Bekka Eaton, Ed Greenberg, Michael Hagerty, Isabella Hofmann, Richard Kind
- 1985 - Andrew Alexander, Mindy Bell, Jim Fay, Mona Lyden, Len Stuart
- 1986 - Dan Castellaneta, Rick Hall, Bonnie Hunt, Maureen Kelly, Harry Murphy
- 1987 - Steve Assad, Kevin Crowley, Aaron Freeman, Ruby Streak, Barbara Wallace, Ron West
- 1988 - Joe Liss, Mike Myers
- 1989 - Chris Farley, Tim Meadows, Joel Murray, David Pasquesi, Judith Scott, Holly Wortell
- 1990 - Tom Gianas, Bob Odenkirk, Tim O'Malley, Jill Talley
- 1991 - Fran Adams, Cynthia Caponera, Steve Carell, Michael McCarthy, John Rubano
- 1992 - Paul Dinello, Kelly Leonard, Ruth Rudnick, Amy Sedaris
- 1993 - Stephen Colbert, David Razowsky
- 1994 - Scott Adsit, Scott Allman, Jackie Hoffman
- 1995 - Rachel Dratch, Jon Glaser, Jenna Jolovitz, Adam McKay
- 1996 - Kevin Dorff, Tina Fey, Mick Napier, Lyn Pusztai
- 1997 - Jim Zulevic
- 1998 - Rachel Hamilton, T. J. Jagodowski, Jane Lynch, Susan Messing, Jeff Richmond, Tami Sagher, Rich Talarico, Stephnie Weir
- 1999 - Ed Furman, Beth Kligerman
- 2000 - Craig Cackowski, Sue Gillan, Angela Shelton
- 2001 - Debra Downing, Nyima Woods Funk, Martin Garcia, Michael Kennard, David Pompeii
- 2002 - Brian Boland, Josh Funk, Robin Hammond, Alison Riley, Al Samuels, Abby Sher
- 2003 - Dan Bakkedahl, Lisa Brooke, Liz Cackowski, Antoine McKay, Jean Villepique
- 2004 - Brian Gallivan, Maribeth Monroe, Claudia Michelle Wallace
- 2005 - Matt Craig, Molly Erdman
- 2006 - Joe Canale, Ithamar Enriquez, Kirk Hanley, Marc Warzecha, Tom Yorton
- 2007 - Matt Hovde, Brad Morris, Amber Ruffin
- 2008 - Lauren Ash, Jim Carlson, Shelly Gossman, Anthony Leblanc, Michael Patrick O'Brien, Emily Wilson
- 2009 - Andy St. Clair
- 2010 - Allison Bills, Timothy Edward Mason, Julie Nichols, Sam Richardson, Tim Robinson
- 2011 - Edgar Blackmon, Billy Bungeroth, Holly Laurent, Katie Rich, Meghan Teal